# Conduct Unbecoming (1975)
Conduct Unbecoming is een Brits militair rechtbankdrama uit 1975, onder regie van Michael Anderson. De hoofdrollen worden vertolkt door Michael York, Richard Attenborough, Trevor Howard, Stacy Keach, Christopher Plummer en Susannah York. De film is gebaseerd op het gelijknamig toneelstuk uit 1969 van Barry England en speelt zich af in een kazerne van het Britse leger in India aan het einde van de 19e eeuw waar een geïmproviseerde krijgsraad gehouden wordt na de aanval op de weduwe van een officier.

## Verhaal
In 1878 arriveren twee jonge Britse officieren in India om zich bij een regiment te voegen. Tweede luitenant Arthur Drake, wiens vader eerder in het regiment diende, wil er graag bij horen. Tweede luitenant Edward Millington, zoon van een generaal, is van plan om er alles aan te doen om zo snel mogelijk uit het leger gegooid te worden.
Ze arriveren tijdens de derde herdenkingsceremonie van de Slag om Rajapur, waar de gevallen held kapitein John Scarlett jaarlijks wordt geëerd. Zijn weduwe, Marjorie Scarlett, ontvangt opnieuw het Victoria Cross, postuum toegekend voor zijn heldhaftigheid, die zij altijd aan het regiment teruggeeft. Kapitein Scarletts medaille, samen met zijn bebloede en gescheurde uniform, hangt prominent in een glazen vitrine als eerbetoon aan zijn brute dood door toedoen van inboorlingen.
Luitenant Richard Fothergill instrueert de twee nieuwkomers over de strikte regels en tradities van het regiment. Hij waarschuwt de jonge officieren dat ze geen misbruik moeten maken van de gunsten van de aantrekkelijke en gerespecteerde weduwe Marjorie Scarlett. Millington overtreedt onmiddellijk de regels door mevrouw Scarlett aan te spreken en Fothergill waarschuwt hem dat hij bij een volgende overtreding uit het regiment zal gezet worden.
Tijdens een dansfeest raakt Millington dronken en probeert hij mevrouw Scarlett in de tuin te verleiden. Ze wijst hem af, maar rent even later gewond en bebloed de zaal weer in en beweert dat Millington de dader was. Om een publiek schandaal voor het regiment te vermijden wordt er een informele krijgsraad gehouden, voorgezeten door kapitein Stuart Harper. Drake wordt aangeduid om Millington te verdedigen.
Hoewel hij door zijn meerdere onder druk wordt gezet om schuldig te pleiten en de zaak snel af te sluiten, staat Drake erop de verdachte een eerlijk proces te geven. Drake verneemt van mevrouw Scarletts Indiaanse dienstmeid dat mevrouw Bandanai, de weduwe van een Indiaanse soldaat die samen met Scarlett sneuvelde, zes maanden eerder, lang voordat Millington zich bij het regiment voegde, een soortgelijke aanval met een zwaard heeft ondergaan. Onder druk zegt mevrouw Bandanai dat kapitein Scarlett haar heeft aangevallen.
Majoor Wimbourne waarschuwt mevrouw Scarlett om te zwijgen, maar tijdens het proces geeft ze toe dat Millington haar niet heeft aangevallen. Ze wil echter niet onthullen wie dat wel heeft gedaan. Ze zegt dat het regiment bestaat uit "wrede mannen die vrouwen en varkens gelijk behandelen". Wimbourne weet wie de dader is, maar weigert hem te identificeren. Millington, die uiteindelijk onschuldig blijkt te zijn, sluit zich nu gewillig aan bij het regiment terwijl Drake walgt van de waarheid die hij ontdekt heeft en ontslag neemt.
Kolonel Strang confronteert Wimbourne met zijn bescherming van de aanvaller, Wimbourne antwoordt dat het identificeren van de dader de kolonel zou verplichten tot officiële actie en dat het regiment het schandaal nooit zou overleven. Hij verzekert de kolonel dat de zaak op de "traditionele manier als een erezaak" zal worden afgehandeld.
Wimbourne vertelt Drake dat het beschermen van de dader draaide om "kameraadschap" en niet om "eer". Nadat hij getuige was geweest van Scarletts verminkte en gecastreerde lijk, raakte de dader bezeten. Hij nam Scarletts personage aan en trok Scarletts bebloede en gescheurde jas aan om de "ontrouwe" vrouwen van dode regimentshelden aan te vallen. Wimbourne verbergt Drake in de schaduw zodat hij getuige kan zijn en confronteert majoor Roach. Hij zegt dat hij hem niet langer kan beschermen en dat de zaak moet stoppen. Wimbourne en Drake laten Roach achter met een geladen pistool, dat Roach tegen zijn hoofd zet en afvuurt. Majoor Roach wordt "eervol" geregistreerd in de regimentsarchieven als gesneuveld in Rajapur.

## Rolverdeling
| Acteur               | Personage                      |
| -------------------- | ------------------------------ |
| Michael York         | 2e luitenant Arthur E. Drake   |
| Richard Attenborough | majoor Lionel E. Roach         |
| Trevor Howard        | kolonel Benjamin Strang        |
| Stacy Keach          | kapitein Stuart Harper         |
| Christopher Plummer  | majoor Alastair Wimbourne      |
| Susannah York        | Mevr. Marjorie Scarlett        |
| James Faulkner       | 2e luitenant Edward Millington |
| James Donald         | de dokter                      |
| Rafiq Anwar          | Pradah Singh                   |
| Helen Cherry         | Mevr. Strang                   |
| Michael Culver       | luitenant Richard Fothergill   |
| Persis Khambatta     | Mevr. Bandanai                 |
| Michael Byrne        | 2e luitenant Toby Strang       |
| Michael Fleming      | luitenant Frank Hart           |
| David Robb           | 2e luitenant Winters           |
| David Purcell        | 2e luitenant Boulton           |
| Andrew Lodge         | 2e luitenant Hutton            |
| David Neville        | 2e luitenant Truly             |
| Jamila Massey        | bediende                       |